# کتی (طایفه)
ایل کُتی یکی از ایل‌های عرب ساکن استان تهران هستند که بیشتر در منطقهٔ ورامین قرچک و گرمسار به سر می‌برند.

## جمعیت
جمعیت کوچ‌روی ایل کتی در سال‌های مختلف به شرح زیر است:
| سال      | ۱۳۶۶ | ۱۳۷۷ | ۱۳۸۷ |
| جمعیت کل | ۱۰۵۹ | ۶۴۵  | ۷۳۵  |

## تاریخچه
طایفۀ کتی که اصالتاًً از شیراز آمده‌اند، تا نیمۀ قرن بیستم میلادی به شکل کوچ‌نشینی می‌زیستند و در سیاه‌کوه در نزدیکی ایوان کی قشلاق می‌کردند. امروزه اکثر این طایفه یک‌جانشین شده‌اند. آنها در روستاهای شرق دشت ورامین تا دامنه‌های دماوند ساکن هستند.